# Karen Lißon
Karen Lißon est une joueuse allemande de volley-ball née le 9 juillet 1991 à Mersebourg. Elle mesure 1,84 m et joue passeuse.

## Clubs
| Club                  | Pays      | De        | À         |
| --------------------- | --------- | --------- | --------- |
| SV Braunsbedra        | Allemagne |           | 2003-2004 |
| VC Olympia Dresden    | Allemagne | 2004-2005 | 2010-2011 |
| Alemannia Aachen      | Allemagne | 2011-2012 | 2012-2013 |
| VolleyStars Thüringen | Allemagne | 2013-2014 | …         |

## Palmarès
- Coupe d'Allemagne
  - Finaliste : 2014.